# Salvavidas

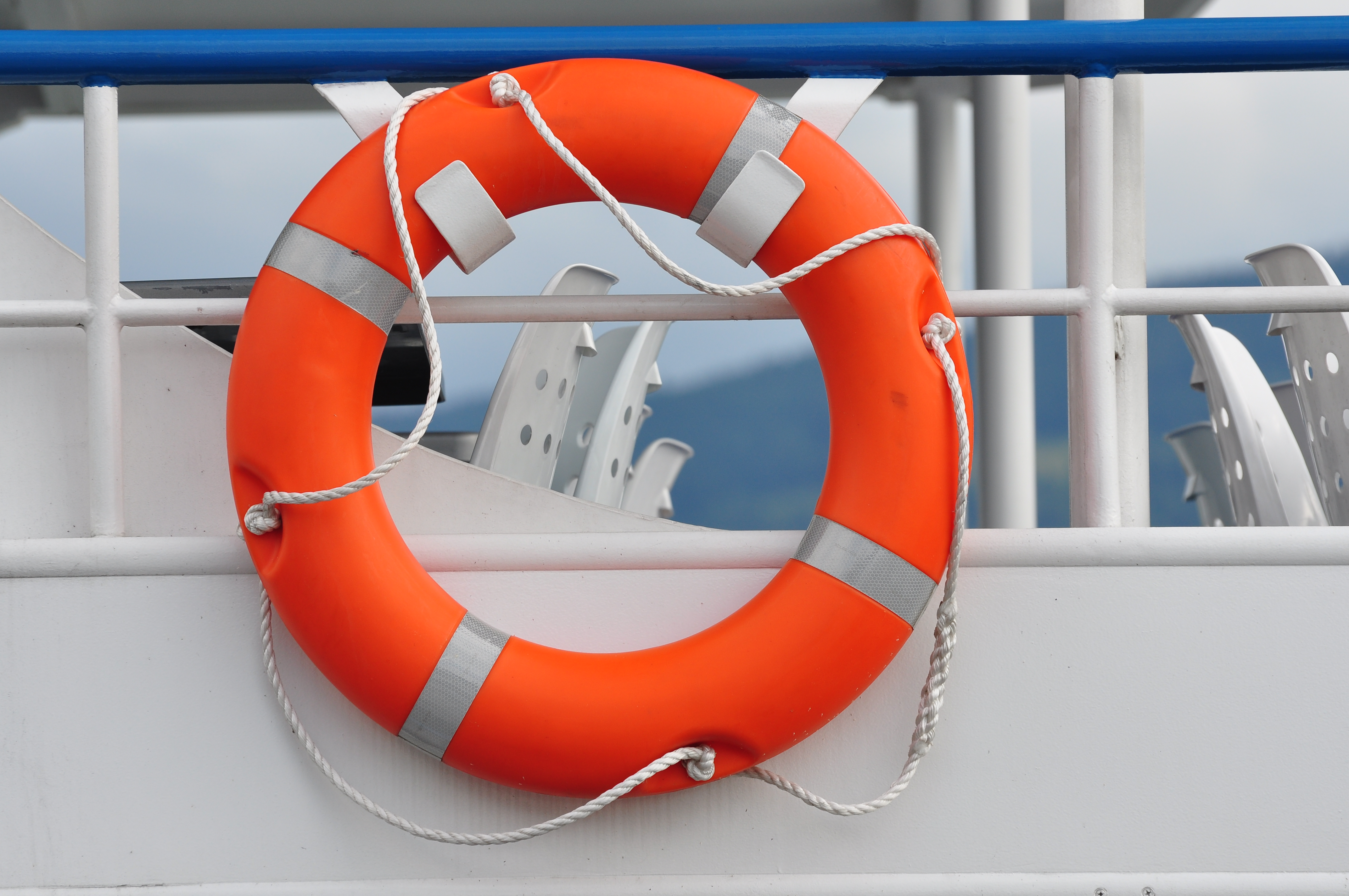
Un salvavidas a bordo de un barco

Un  salvavidas  (o también aro salvavidas) es una especie de flotador, que en virtud de convenios internacionales para la protección de la vida humana en el mar, está previsto como obligatorio entre el equipamiento de seguridad de barcos, yates y en general en cualquier tipo de embarcación a partir de cierto tamaño, con el propósito de ser utilizado para rescatar náufragos o desaparecidos en el mar (o en otras grandes extensiones de agua), así como para mantenerlos a flote y evitar que se ahoguen.
Generalmente tiene forma toroidal y se ata a una cuerda que se utiliza para levantar el cuerpo de la persona que se pretende salvar. Algunas versiones modernas están equipadas con pequeñas luces y/o tiras reflectantes para facilitar las operaciones de rescate en la noche.
Las dimensiones comunes de estos aros son de medidas:
Ø exterior 73 cm
Ø interior 44 cm
Peso: 2,5 kg

## Precedentes

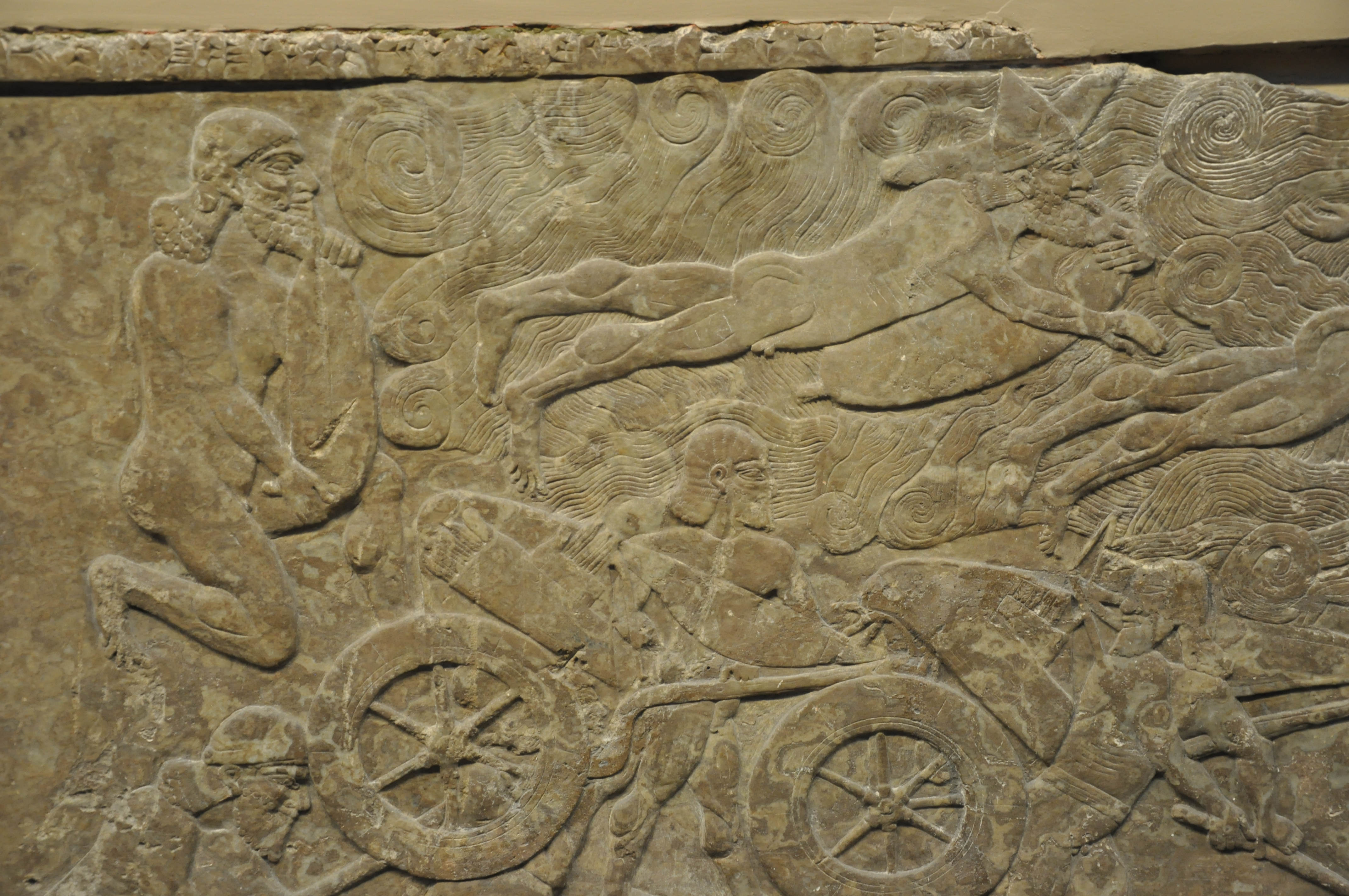
Soldado atravesando un río ayudado por un bote de piel. Detalle de un bajorrelieve asirio del palacio noroeste de Nimrud.

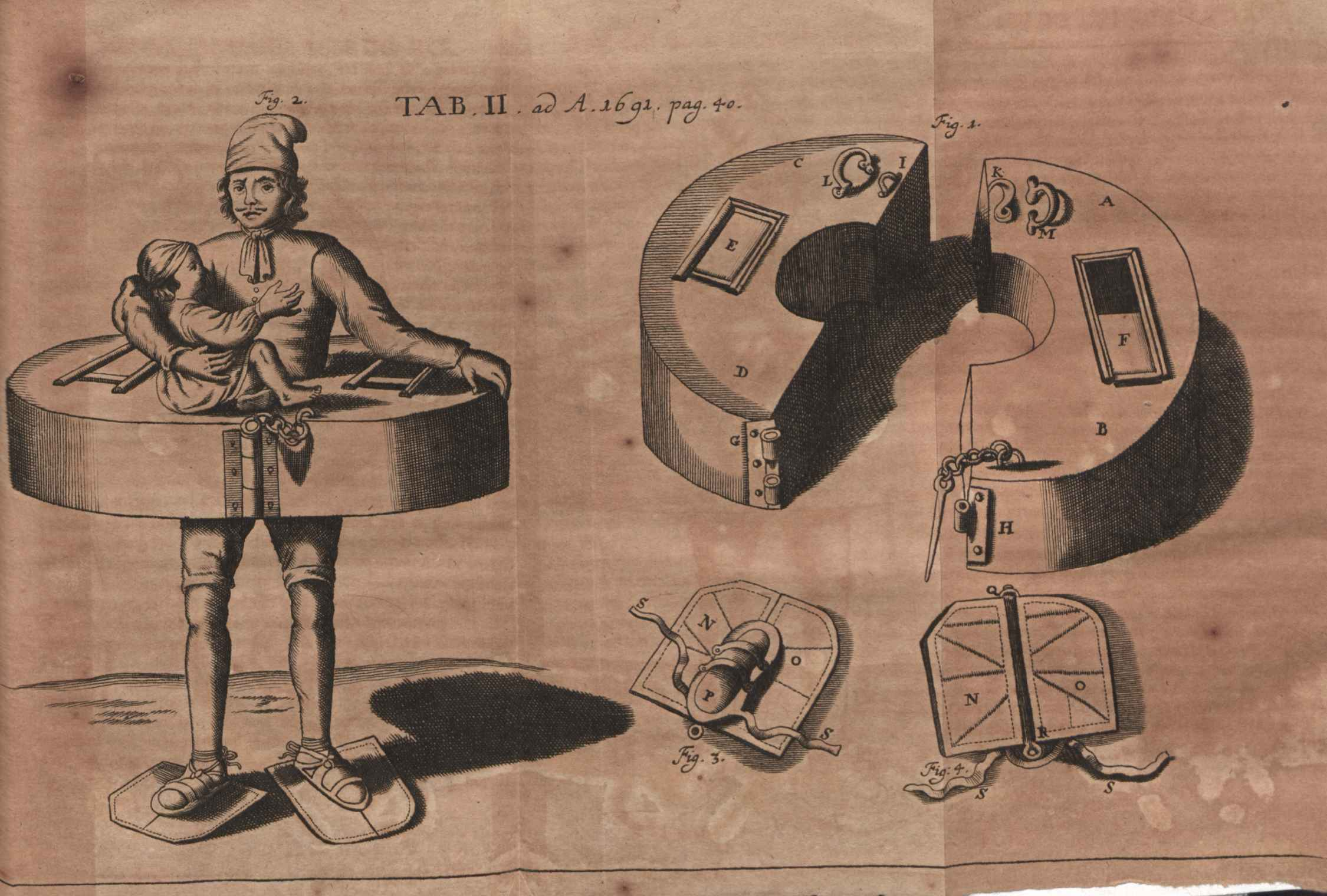
Primeros estudios sobre el aro salvavidas en una ilustración de los Acta Eruditorum de 1691

El uso de complementos flotantes individuales está documentado desde tiempos muy antiguos.

### Asirios
Soldado atravesando un río ayudado por un bote de piel. Detalle de un bajorrelieve asirio del palacio noroeste de Nimrud .
En el palacio noroeste de Nimrud (rey Assurnasirpal II , c.859 aC), hay un bajo-relieve que representa el paso de un río. La imagen adjunta muestra un soldado inflando un odre y otro soldado desnudo nadando con un odre ya hinchado bajo el pecho.
- Hay una obra de Gaston Maspero, con ilustraciones interesantes, que resume los aspectos de los barcos de Egipto y Asiria. Un grabado muestra soldados armados atravesando un río con el pecho  apoyado sobre su escudo y este a su vez encima de un odre.[2][3]

### Alejandro Magno
En varias biografías mencionan travesías de los ríos Danubio, Oxus y Tanais con la ayuda de una especie de colchones flotantes rellenos de paja, hechos con pieles cosidas.

### Julio César
Otro caso típico es el de los guerreros íberos atravesando el río Segre con botes de piel en época de la guerra civil entre Pompeyo y Julio César.

### Sitio de Roma
En el contexto de la Batalla de Alia, la comunicación entre los romanos del exterior y los que se habían refugiado en el Capitolio fue posible por la habilidad y el valor de un joven nadador, ayudado por una especie de salvavidas de corcho.

### Roberto Valturio
En la página 518 de su tratado (según la referencia adjunta), Valturio copia una frase de Julio César en la que este mencionaba el uso de botes de piel para atravesar los ríos. Un doble grabado interpreta el texto como dos formas de "salvavidas" 

### Caballeros de Malta
Según fuentes diversas, los caballeros del Hospital habrían usado salvavidas de corcho a bordo de sus naves.
- En la obra de 1752 del Marqués de la Victoria. Architectura naval antigua y moderna, hay dos láminas que muestran "salvavidas circulares" y una lámina que incluye un dibujo "de una boya salvavidas de corcho", llamada "salvenos". Esta última sería la que empleaban los caballeros de Malta en sus naves de forma sistemática. La boya iba atada a una cuerda bastante larga y colgada en la popa de la nave. Si alguien iba a parar al mar, la boya se podía lanzar de forma inmediata.[13]